# Arthromastix lauralis
Arthromastix lauralis is een vlinder uit de familie van de grasmotten (Crambidae). De wetenschappelijke naam van deze soort is voor het eerst gepubliceerd in 1899 door Francis Walker.
De soort komt voor in Midden- en Zuid-Amerika en in de Caraïben.